# Новоургальское городское поселение
Новоурга́льское городско́е поселе́ние — муниципальное образование в Верхнебуреинском районе Хабаровского края России. 
Административный центр — посёлок городского типа Новый Ургал.

## Население
| 2010  | 2011  | 2012  | 2013  | 2014  | 2015  | 2016  |
| ----- | ----- | ----- | ----- | ----- | ----- | ----- |
| 6874  | ↘6860 | ↘6772 | ↘6675 | ↘6566 | ↘6476 | ↘6394 |
| 2017  | 2018  | 2019  | 2020  | 2021  | 2023  |       |
| ↘6345 | ↘6258 | ↘6202 | ↘6196 | ↗7341 | ↘7328 |       |

## Населённые пункты
В состав поселения входят 3 населённых пункта:
| № | Населённый пункт | Тип             | Население |
| - | ---------------- | --------------- | --------- |
| 1 | Лиственный       | посёлок         | ↗2        |
| 2 | Новый Ургал      | рабочий посёлок | ↘7174     |
| 3 | Ургал            | посёлок         | ↗108      |